# Perth Hockey Stadium
 (avril 2025).
Si vous disposez d'ouvrages ou d'articles de référence ou si vous connaissez des sites web de qualité traitant du thème abordé ici, merci de compléter l'article en donnant les références utiles à sa vérifiabilité et en les liant à la section « Notes et références ».
Le Perth Hockey Stadium est la principale installation de hockey sur gazon d'Australie-Occidentale, avec deux terrains en gazon synthétique de classe mondiale, un grand bar et une cantine et un centre de réception, tous accessibles au public. La salle peut accueillir jusqu'à 6 000 fans.
Le Perth Hockey Stadium (PHS) est situé à l'Université Curtin dans la banlieue sud-est de Bentley.
PHS a accueilli le Champions Trophy 1985 et aussi la Coupe du monde féminine de hockey sur gazon 2002. Ces dernières années, PHS a accueilli plusieurs matchs internationaux et la très réussie Super Série International 9 en 2011 et 2012. Le stade abrite les bureaux de Hockey WA et du Hockey Australia High Performance Program (y compris les Hockeyroos et les Kookaburras). Jusqu'à la fin de 2012, le programme de hockey de l'Institut du sport d'Australie-Occidentale (WAIS) était basé au PHS.